# Galagoides
Galagoides är ett släkte av däggdjur. Galagoides ingår i familjen galagoer. Släktets status är omstridd bland zoologerna. Wilson & Reeder (2005) betraktar Galagoides som synonym för släktet Galago och infogar arterna där. IUCN godkänner däremot Galagoides som självständig släkte och listar ytterligare 6 arter som i andra verk räknas till Galago hit.

## Taxonomi
Arter enligt Catalogue of Life:
- Galagoides demidoff
- Galagoides zanzibaricus

Ytterligare arter enligt IUCN:
- Galagoides cocos
- Galagoides granti
- Galagoides orinus
- Galagoides rondoensis
- Galagoides thomasi

Galagoides nyasae är ett omstritt taxon som inte godkänns av IUCN. Populationen ingår troligtvis i en annan art.

## Utseende
En referens från 1999 har bara storleksuppgifter för tre arter. Enligt den är kroppens längd (huvud och bål) för G. demidoff 73 till 155 mm, för G. thomasi 123 till 166 mm och för G. zanzibaricus 120 till 190 mm. Svanslängden för samma arter är 110 till 215 mm, 150 till 233 mm respektive 170 till 265 mm. De tre arterna väger 44 till 97 g, samt 55 till 149 g och 104 till 203 g. Beroende på art är pälsen på ovansidan rödbrun, svartbrun eller kanelbrun och undersidan är ljusare, ofta med gula nyanser. Släktets medlemmar kan ha mer eller mindre tydliga ringar kring ögonen och hos G. zanzibaricus är svansen lite yvig. I motsats till släktet Galago är pälsen inte gråaktig och nosen är mera långsträckt. Dessutom är naglarna på fingrar och tår inte lika spetsiga.

## Utbredning och habitat
Dessa primater förekommer i Afrika söder om Sahara men inte i Namibia eller Sydafrika. De vistas i olika slags skogar och klättrar främst i växtligheten.

## Ekologi
Individerna är aktiva på natten och de vilar på dagen i trädens håligheter eller i självskapade bon av blad. Några släktmedlemmar kan göra 1,5 till 2 meter långa hopp från en gren till en annan gren på samma höjd. Födan utgörs av olika insekter som kompletteras med frukter och naturgummi. Arterna lever vanligen ensamma men honor med ungar bildar ibland mindre flockar. Hannar tillåter bara individer av det motsatta könet i reviret.
Honor kan ha två kullar per år. Efter 111 till 133 dagar dräktighet föds en unge eller sällan tvillingar. Unga honor kan para sig efter cirka ett år för första gången (värdet för G. zanzibaricus). Ungen diar sin mor ungefär 6 veckor (värdet för G. demidoff).